# Wolf-Dieter Lukas

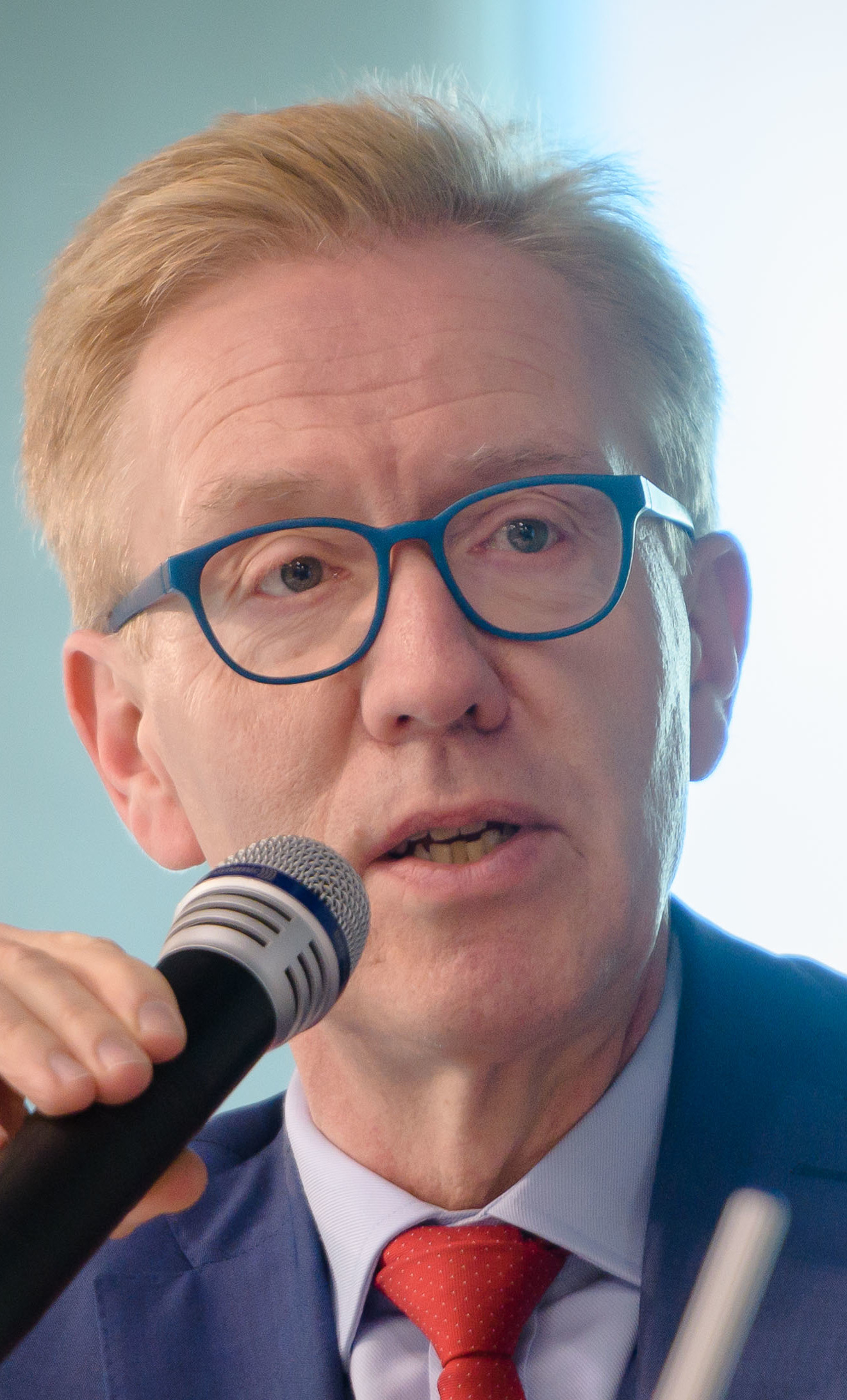
Wolf-Dieter Lukas, 2018

 Wolf-Dieter Lukas (* 1. Februar 1957 in Berlin-Charlottenburg) ist ein deutscher Physiker. Er war von 2019 bis 2021 Staatssekretär im Bundesministerium für Bildung und Forschung.

## Biografie
Lukas studierte von 1976 bis 1981 Physik an der Freien Universität Berlin. Im Anschluss an sein Studium arbeitete er vier Jahre lang zunächst als Doktorand und später als wissenschaftlicher Mitarbeiter am Max-Planck-Institut für Festkörperforschung in Stuttgart. 1984 promovierte er in Physik an der Technischen Hochschule Darmstadt. Nach seiner wissenschaftlichen Tätigkeit wechselte er 1988 in das Bundesministerium für Bildung und Forschung (BMBF).
Dort wirkte er im Auftrag des damaligen Bundesforschungsministers Jürgen Rüttgers (CDU) an der Projektgruppe des BMBF mit, die die Grundlagen für die erste gesetzliche Regelung für Internet-Dienste in Deutschland erarbeitete (vgl. IuKDG). Von 1996 bis 1998 war er persönlicher Referent der Staatssekretäre Helmut Stahl und Gebhard Ziller im Ministerium. Danach leitete er das Referat „Grundsatzfragen der Informations- und Kommunikationstechnik“ und ab 2001 die Unterabteilung „Information und Kommunikation“. Edelgard Bulmahn übertrug ihm am 1. Februar 2005 die Leitung der Abteilung Schlüsseltechnologien im BMBF und er wurde Ministerialdirektor. Dort etablierte er das neue Forschungsförderfeld Zivile Sicherheitsforschung und prägte die Ausrichtung der Forschungsförderung insbesondere für die Bereiche Informations- und Kommunikationstechnologie und Elektromobilität. Gemeinsam mit Henning Kagermann und Wolfgang Wahlster hat er das Zukunftsprojekt „Industrie 4.0“ konzipiert und am 1. April 2011 erstmals in den VDI-Nachrichten veröffentlicht. Lukas war Mitglied im Aufsichtsrat des Karlsruher Instituts für Technologie und Mitglied der Kuratorien des Max-Planck-Institutes für Informatik in Saarbrücken und des Max-Planck-Institutes für Festkörperphysik in Stuttgart. 
Von September 2019 bis Dezember 2021 war Lukas unter Bundesministerin Anja Karliczek (CDU) Staatssekretär im Bundesministerium für Bildung und Forschung. Im Zuge der Bildung des Kabinetts Scholz folgte ihm Staatssekretärin Kornelia Haugg.
Er ist Honorarprofessor an der Technischen Universität Berlin und beschäftigt sich dort mit „IT-Innovation Engineering“, also der Analyse und Planbarkeit technischer Innovationen im Bereich der Informations- und Kommunikationstechnik (IT). Seine Berufung von 2010 erregte öffentliche Kritik.